# Mollington (Cheshire)
Pour les articles homonymes, voir Mollington.
Mollington est une paroisse civile et un village du Cheshire, en Angleterre.